# 徐仁國
徐仁國（1987年10月23日—），蔚山南區人，韓國男歌手及演員。

## 演藝事業
- 2009年，參加韓國Mnet音樂選秀節目《Super Star K1》比賽，以72萬分之1的比率奪得冠軍後出道，並推出單曲《呼喚》。
- 2010年5月，出道曲《愛你》等均獲聽眾喜愛[1][2][3]。
- 2012年3月，出演KBS月火劇《愛情雨》開啟了演員生涯。
- 2012年7月，主演tvN火曜劇《請回答1997》，該劇創下當時有線電視台自製電視劇最高收視紀錄，且連續九週蟬連有線電視台同時段收視冠軍，最高收視率達到9.46%，在國內外反響熱烈[4][5]。

徐仁國因此劇在韓國迅速成名，被認為是一位新崛起的韓流明星，演技深受好評，成為自身的代表作。
- 2013年，首次參與電影演出，主演《屏息》[7][8][9][10]。同年參與SBS《主君的太陽》，演出姜宇一角。並且發行專輯《笑了，哭了》。
- 2014年，主演tVN《高校處世王》和KBS《王的面孔》。
- 2015年6月，主演KBS月火劇《記得你》，以劇中帥氣冷漠的李賢一角深受好評。
- 2016年3月，發行自創數位單曲《妳的季節》。
- 2016年6月17日，主演《38師機動隊》，飾演天才詐騙師楊政道一角，在劇中靈活變身多種身分，和馬東錫成為完美搭檔，當時創下OCN開播以來的收視最高紀錄。
- 2016年9月21日，主演《購物王路易》，飾演路易一角。精準表現如寵物狗般的可愛形象，使得該劇一路逆勢成長奪得同時段收視冠軍，其精湛演技奪下該年MBC男子優秀演技賞。
- 2016年12月28日，發行單曲《BeBe》。
- 2016年12月31日，舉辦售票演唱會《薄荷巧克力》。
- 2017年3月27日，發行單曲《一起走吧》。特別於入伍前一天發表此首自創曲送給歌迷粉絲，歌詞中感念歌迷一路陪伴並約定兩年後再見，意境深遠逼哭粉絲。
- 2017年3月28日，進入京畿道漣川郡第五師團新兵教育大隊，以現役身份服兵役[11][12]。
- 2017年4月7日，入圍第53屆百想藝術大賞電視劇部門男子人氣賞提名，成為「歌而優則演」的成功例子[13][14]。
- 2017年6月14日，被韓國中央身體檢査所（朝鲜语：중앙신체검사소）判定身體狀態達到免服兵役的等級，以陸軍現役身分退役[15]。
- 2017年，約滿離開Jellyfish娛樂，同年8月7日與BS Company簽約。
- 2018年再次與柳濟元導演合作參與戲劇《從天而降的一億顆星》擔任男一角色金武英。
- 2021年與朴寶英參與戲劇《某一天滅亡來到我家門前》擔任男一角色 滅亡(金人類)
- 2022年主演KBS 2TV月火劇《美男堂》，前職是犯罪側寫師，現職為神準算命師的男一角色 南僩儁

## 音樂作品

### 韓國音樂著作權協會登記編號
| 登記名稱 | 登記編號 | 曲目列表 |
| 서인국   | 10001840 | [ 16 ]   |

### 韓語迷你專輯
| 序號 | 專輯資料                                                                | 曲目 |
| 1    | 《부른다》《呼喚》 - 發行日期：2009年10月27日 - 語言：韓語              | 曲目 1. Young Love（徐仁國作詞；Super Star K Season 1 Top6比賽曲） 2. 부른다《呼喚》（Super Star K Season 1 決賽指定曲） 3. 아름다운 이별《美麗的離別》（Super Star K Season Top10比賽曲-翻唱曲） |
| 2    | 《Just Beginning》 - 發行日期：2010年5月6日 - 語言：韓語                | 曲目 1. Beginning 2. 사랑해 U（愛你） 3. 마지막 생일（最後的生日） 4. 왜 웃기만해（為什麼只是笑） 5. Prime Time (Feat. Lisa) 6. 첫눈에 (Feat. BEKA of Afterschool) )                              |
| 3    | Special Album 《애기야》《寶貝》 - 發行日期：2010年8月10日 - 語言：韓語 | 曲目 1. Beginning 2. 사랑해 U 3. 애기야（寶貝） 4. 마지막 생일 5. 왜 웃기만해 6. Prime Time (Feat. Lisa) 7. 첫눈에 (Feat. BEKA of Afterschool) 8. 사랑해 U (Lovely Ver.)（《愛你》可愛版）        |
| 4    | 《Perfect Fit》 - 發行日期：2012年4月12日 - 語言：韓語                  | 曲目 1. Bad 2. 밀고 당겨줘 (Tease Me)(《欲擒故縱》) 3. Time Machine 4. Brand New Day 5. 밀고 당겨줘 (Inst.)                                                                                       |
| 5    | 《웃다울다》《笑了，哭了》 - 發行日期：2013年4月11日 - 語言：韓語       | 曲目 1. 웃다울다（笑了，哭了） 2. 행복했을까 (Feat.구혜선)（會幸福嗎 feat.具惠善） 3. 웃다울다 (Inst.) 4. 너땜에못살아 (Feat. 버벌진트)（不能沒有你）                                             |

### 韓語單曲
| 序號 | 單曲資料 | 曲目                                                                                                  |
| 1    | 달려와 《跑過來》 - 發行日期：2009年10月30日 - 語言：韓語                                                                       | 曲目 1. 달려와（With Bigtone）（Rally Ver.2） 2. 달려와（Rally Ver.2）（Inst.）                       |
| 2    | 《Take》 - 發行日期：2010年11月22日 - 語言：韓語                                                                                | 曲目 1. Take                                                                                          |
| 3    | 《Broken》 - 發行日期：2011年3月31日 - 語言：韓語                                                                               | 曲目 1. Broken                                                                                        |
| 4    | 《Shake It Up》 - 發行日期：2011年8月10日 - 語言：韓語                                                                          | 曲目 1. Shake It Up                                                                                   |
| 5    | 《Take#1 - Vol.3（Love Again）》 - 發行日期：2011年12月14日 - 語言：韓語                                                        | 曲目 1. Love Again 2. Love Again（Inst.）                                                             |
| 6    | Y.BIRD From Jellyfish Island With 서인국 Y.BIRD From Jellyfish特別企劃單曲 《不能沒有妳》 - 發行日期：2013年2月4日 - 語言：韓語 | 曲目 1. 너 땜에 못살아（Feat.버벌진트）《不能沒有妳（feat. Verbal Jint）》 2. 너 땜에 못살아（Inst.） |
| 7    | 이별남녀（Loved You） 《離別男女》（與Zia合唱） - 發行日期：2013年12月2日 - 語言：韓語                                          | 曲目 1. 이별남녀《離別男女》 2. 이별남녀（Inst.）                                                     |
| 8    | CS Numbers 슬픈거짓말 《傷心的謊言》（與DK（December）合唱） - 發行日期：2014年2月18日 - 語言：韓語                             | 曲目 收錄在KCM&December的合輯《CS Numbers》中 1. 슬픈거짓말《傷心的謊言》 其他6首曲目略               |
| 9    | 봄타나봐（BOMTANABA） 《春天的憂鬱》 - 發行日期：2014年5月14日 - 語言：韓語                                                     | 曲目 1. 봄타나봐 2. 봄타나봐（Inst.）                                                                 |
| 10   | 너 라는 계절 《你的季節》 - 發行日期：2016年3月8日 - 語言：韓語                                                                 | 曲目 1. 너 라는 계절 2. 너 라는 계절（Inst.）                                                         |
| 11   | 《BeBe》 - 發行日期：2016年12月28日 - 語言：韓語                                                                                | 曲目 1. BeBe 2. BeBe（Inst.）                                                                         |
| 12   | 함께 걸어 《一起走過》 - 發行日期：2017年3月27日 - 語言：韓語                                                                   | 曲目 1. 함께 걸어 2. Mint Chocolate（feat. 40）                                                       |
| 13   | 《Merrymerry Christmas Day》 (Story J Compnay 和 AERMUSIC 旗下所有演員、歌手一起合唱) - 發行日期：2021年12月10日 - 語言：韓語   | 曲目 1. Merrymerry Christmas Day 2. Merrymerry Christmas Day（Inst.）                                 |
| 14   | 《LOVE&LOVE》 - 發行日期：2022年6月14日 - 語言：韓語                                                                            | 曲目 1. MY LOVE (Feat. RAVI) 2. 질리지 않는 노래（BE MY MELODY） 3. MY LOVE (Inst.)                   |
| 15   | 《Fallen》 - 發行日期：2022年12月6日 - 語言：韓語                                                                               | 曲目 1. Fallen 2. Youth 3. Fallen(Inst.)                                                              |
| 15   | 《SEO IN GUK》 - 發行日期：2024年6月19日 - 語言：韓語                                                                           | 曲目 1. Out ofTime 2. 너랑은 뭐든                                                                     |

### 日語專輯
| 序號 | 專輯資料                                               | 曲目 |
| 1    | 《Everlasting》 - 發行日期：2014年1月15日 - 語言：日語 | 曲目 A版（CD＋DVD） CD 1. Everlasting Love 2. Only One 3. My Voice 4. Toxic Girl 5. We Can Dance Tonight 6. Lovely Girl 7. 恋しくて 8. Deep Inside My Heart 9. Fly Away 10. Just One Ring 11. Space de Tour 12. Hands Up! DVD 1. Everlasting Love （Music Video） 2. Special Documentary Movie B版（CD,無DVD,曲目同） |

### 日語迷你專輯
| 序號 | 專輯資料                                            | 曲目 |
| 1    | 《hug》 - 發行日期：2014年6月25日 - 語言：日語      | 曲目 A版（CD＋DVD） CD 1. 我們，無法相見。（もう、会えなくて。） 2. 你的顏色（君の色） 3. Good-Bye Dear 4. 你眼中的照片（瞳の中のフォトグラフ） 5. 漸行漸遠（韓語版）（멀어진다；遠ざかる（韓国語Ver.）） 6. 美麗的絕望（美しい絶望） DVD 1. もう、会えなくて。（Music Video） 2. もう、会えなくて。（Music Video Making & JK Shoot Making） B版（CD） 1. 我們，無法相見。 2. 你的顏色 3. Good-Bye Dear 4. 你眼中的照片 5. 漸行漸遠（韓語版） 6. 美麗的絕望 C版（CD） 1. 我們，無法相見。 2. 你的顏色 3. Good-Bye Dear 4. 你眼中的照片 5. 漸行漸遠（韓語版） 6. 美麗的絕望 7. 漸行漸遠（日語版）（遠ざかる（日本語Ver.）） |
| 2    | 《SIGnature》 - 發行日期：2024年9月6日 - 語言：日語 | 曲目 1. 空のかおり 2. 運命の糸 3. Right Now 4. Galaxy 5. 君という花 6. 空のかおり -Instrumental- |

### 日語精選輯
| 序號 | 專輯資料                                             | 曲目 |
| 1    | 《Last Song》 - 發行日期：2015年2月25日 - 語言：日語 | 曲目 A版（CD＋DVD） CD 1. Fly Away 2. We Can Dance Tonight 3. Everlasting Love 4. 我們，無法相見。（もう、会えなくて。） 5. 你眼中的照片（瞳の中のフォトグラフ） 6. 某種奇妙（恋しくて） 7. Toxic Girl 8. Best Friend 9. Hands Up! 10. 漸行漸遠（韓語版）（멀어진다；遠ざかる（韓国語Ver.）） 11. Mellow Spring（春天的憂鬱）（韓語，Bonus Track） 12. 呼喚（부른다；呼ぶよ）（韓語，Bonus Track） DVD 1. Fly Away（Music Video） 2. We Can Dance Tonight（Music Video） 3. Everlasting Love（Music Video） 4. 我們，無法相見。（Music Video） 5. Last Song（Music Video） 6. Mellow Spring（Music Video） B版（2CD） CD 1 1. Fly Away 2. We Can Dance Tonight 3. Everlasting Love 4. 我們，無法相見。 5. 你眼中的照片 6. 某種奇妙 7. Toxic Girl 8. Best Friend 9. Hands Up! 10. 漸行漸遠（韓語版） 11. Mellow Spring（韓語，Bonus Track） 12. 呼喚（韓語，Bonus Track） CD2 1. Last Song 2. Light of my Life 3. Open your eyes |

### 日語單曲
| 單曲序號 | 單曲資料 | 曲目 |
| 1        | Fly Away 首張日語單曲（2首日語新歌） - 發行日期：2013年4月24日 - 語言：日語                                                                     | 曲目 A版 CD 1. Fly Away 2. Deep Inside My Heart 3. Shake It Up（Korean Original ver.） 4. Tease Me（Korean Original ver.） 5. Fly Away（Instrumental） 6. Deep Inside My Heart（Instrumental） DVD 1. Fly Away（Music Video） 2. Shake It Up（Music Video） 3. Tease Me（Music Video） 4. Making Movie B版 1. Fly Away 2. Deep Inside My Heart 3. Shake It Up（Korean Original ver.） 4. All For You（Korean Original ver.） 5. Fly Away（Instrumental） 6. Deep Inside My Heart（Instrumental） |
| 2        | We Can Dance Tonight 第二張日語單曲（3首日語新歌） - 發行日期：2013年10月16日 - 語言：日語                                                      | 曲目 A版 CD 1. We Can Dance Tonight 2. My Voice 3. Best Friend 4. We Can Dance Tonight（Instrumental） 5. My Voice （Instrumental） 6. Best Friend （Instrumental） DVD 1. We Can Dance Tonight（Music Video） 2. Making movie B版 1. We Can Dance Tonight 2. My Voice 3. Best Friend 4. 笑了哭了(笑って泣いて) Korean original ver. 5. We Can Dance Tonight （Instrumental） 6. My Voice （Instrumental） 7. Best Friend （Instrumental）)                                                      |
| -        | Last Song 日語單曲（3首日語新歌） - 發行日期：2014年11月5日 - 語言：日語 - 備註：因拍攝《王的面孔》練習時受傷而取消，單曲曲目改以同名精選輯發行 | 原來預定曲目 A版 CD 1. Last Song 2. Light of my Life 3. Open your eyes 4. Last Song（Instrumental） 5. Light of my Life（Instrumental） DVD 1. Last Song（Music Video） B版 1. Last Song 2. Light of my Life 3. Open your eyes 4. Last Song（Instrumental） 5. Light of my Life（Instrumental） |
| -        | 君という季節（Japanese ver.） 數碼日語單曲 - 發行日期：2016年4月7日 - 語言：日語                                                                | 曲目 1. 君という季節（Japanese ver.）（你的季節（日語版）） |
| 3        | The X 第三張日語單曲（3首日語新歌） - 發行日期：2023年10月11日 - 語言：日語                                                                     | 曲目 1. Dont' Be Jealous 2. FLAVOR 3. Thank you 4. Dont' Be Jealous -Instrumental- |

### 原聲帶
| 序號 | OST資料 | 曲目 |
| 1    | KBS《愛情雨》OST Part.2 《命運（像個傻瓜）》（운명[바보처럼]） - 發行日期：2012年5月29日 - 語言：韓語（徐仁國作詞作曲）                                                | 曲目 1. 因為是你 羅道鈞 2. 初恋 Kilgu 3. 在心中 Bell Band 4. 命運（像個傻瓜）徐仁國 5. 雨下了又下 Bong-gu 6. 我現在 姜勝元 7. 爱情雨（String Ver.） Various Artists 8. 愛情像是雨（String&Piano Ver.） Various Artists 9. 總是總是（String Ver.） Various Artists 10. Song Of Rain（String Ver.） Various Artists 11. 可愛的你 孫彬娜 12. 總是總是（Guitar Ver.） Various Artists |
| 2    | tvN《請回答1997》OST Part.1 《All For You》 與鄭恩地（A Pink）合唱 - 發行日期：2012年8月28日發布音源 - 2012年9月26日正式發售OST實體 - 語言：韓語                       | 曲目 A版 CD 1. All for you 서인국&정은지(에이핑크) 2. 우리 사랑 이대로 정은지(에이핑크)&서인국 3. 고백 델리스파이스 4. 슬픈 우리 젊은 날 우노 5. 애송이의 사랑 양파 6. 슬프도록 아름다운 K2 7. 바램 토이 8. 사랑하는 너에게 젝스키스 9. Pilot 정연준 10. 눈물 리아 11. 왜 하늘은 이지훈 12. 커플 젝스키스 13. To heaven 조성모 14. 루비 핑클 15. 메모리즈 사준 DVD 1. 윤제 & 시원 story 2. 윤제 & 시원 따라잡기 3. 까리뽕삼 behind story 4. M/V 윤제와 시원이의 [Love Story] MV1 5. M/V 시원이와 윤제의 [Love Story] MV2 |
| 3    | tvN《請回答1997》OST Part.2 《我們的愛情像這樣》（우리 사랑 이대로） 與鄭恩地(A Pink)合唱 - 發行日期：2012年9月4日發布音源 - 2012年9月26日正式發售OST實體 - 語言：韓語 | 曲目 1. All for you 서인국&정은지(에이핑크) 2. 우리 사랑 이대로 정은지(에이핑크)&서인국 3. 고백 델리스파이스 4. 슬픈 우리 젊은 날 우노 5. 애송이의 사랑 양파 6. 슬프도록 아름다운 K2 7. 바램 토이 8. 사랑하는 너에게 젝스키스 9. Pilot 정연준 10. 눈물 리아 11. 왜 하늘은 이지훈 12. 커플 젝스키스 13. To heaven 조성모 14. 루비 핑클 15. 메모리즈 사준 DVD 1. 윤제 & 시원 story 2. 윤제 & 시원 따라잡기 3. 까리뽕삼 behind story 4. M/V 윤제와 시원이의 [Love Story] MV1 5. M/V 시원이와 윤제의 [Love Story] MV2        |
| 4    | 《三星Galaxy Note Day》OST 《向世界大喊》（세상에 소리쳐） - 發行日期：2013年2月6日三星網站發布音源 - 免費下載 - 語言：韓語                                            | 曲目 無實體CD發售 |
| 5    | SBS《主君的太陽》OST Part.7 《毫不畏懼》（겁도 없이） - 發行日期：2013年9月17日發布音源 - 2013年10月2日正式發售OST實體 - 語言：韓語                                    | 曲目 CD 1 1. Touch Love – t 윤미래 (TITLE) 2. 미치게 만들어 – 효린(씨스타) 3. 겁도 없이 – 서인국 4. 낮과 밤 - 거미 5. 너와 나 – 홍대광 6. All about – 멜로디데이 7. Last one (feat.주석) – 유미 8. Mystery – 정동하 9. Touch Love (inst) 10. 미치게 만들어 (inst) 11. 겁도 없이 (inst) 12. 낮과 밤 (inst) 13. 너와 나 (inst) 14. All about (inst) 15. Last one (inst) 16. Mystery (inst) CD 2 (曲目略) |
| 6    | tvN《高校處世王》OST Part.4 《回來的路》（돌아오는 길） - 發行日期：2014年7月21日 - 語言：韓語                                                                         | 曲目 1. 돌아오는 길 2. 돌아오는 길（inst.） |
| 7    | tvN《明天和你》OST Part.1 《花》（꽃） - 發行日期：2017年2月11日 - 語言：韓語                                                                                          | 曲目 1. 꽃 2. 꽃（inst.） |
| 8    | tvN《從天而降的一億顆星》OST Part.2 《星,我們》（별, 우리） 與庭沼珉合唱 - 發行日期：2018年11月8日 - 語言：韓語                                                        | 曲目 1. 별, 우리 2. 별, 우리（inst.） |
| 9    | tvN《某一天滅亡來到我家門前》OST Part.7 《在遙遠的未來，我們》（아득한 먼 훗날 우리가） - 發行日期：2021年6月22日 - 語言：韓語                                         | 曲目 1. 아득한 먼 훗날 우리가 2. 아득한 먼 훗날 우리가（inst.） |
| 10   | KBS2《美男堂》OST Part.6 《我喜歡你》（너를 좋아해） - 發行日期：2022年8月9日 - 語言：韓語                                                                             | 曲目 1. 너를 좋아해 2. 너를 좋아해（inst.） |
| 11   | TVING《死期將至》OST Part.2 《即使沒有奇蹟》(기적은 없어도) - 發行日期：2023年12月15日 - 語言：韓語                                                                    | 曲目 1. 기적은 없어도 2. 기적은 없어도（inst.） |

### 特別版專輯
| 專輯序號 | 專輯資料                                                                            | 曲目 |
| 1        | 「笑了，哭了」CD+DVD寫真特別盤 - 發行日期：2014年1月27日 - 語言：韓語【台灣特別版】 | 曲目 CD 1. 笑了，哭了 2. 會幸福嗎 (feat. 具惠善) 3. 不能沒有妳 4. All for you 5. 欲擒故縱 6. Shake it up 7. Broken 8. 寶貝 9. 愛妳 10. 呼喊 DVD 1. 笑了，哭了 MV 2. 欲擒故縱 MV 3. Shake it up MV 4. 愛妳 MV 5. 笑了，哭了專輯宣傳花絮 6. 年曆拍攝花絮 7. 演唱會幕後花絮 |

## 出版作品

### 寫真集
| 名稱                 | 日文原題                  | 發售日        | 出版社         | 語言   | ISBN                                |
| 月刊 徐仁國×蜷川實花 | 月刊ソ・イングク×蜷川実花 | 2013年9月20日 | E-NET FRONTIER | 日本語 | ISBN 486205885X ISBN 978-4862058850 |

## 影視作品

### 電視劇
| 年份   | 電視台          | 劇名                   | 角色           | 備註              |
| 2012年 | KBS             | 愛情雨                 | 金昌模／金亨善 |                   |
| 2012年 | tvN             | 請回答1997             | 尹雲宰         | 主演              |
| 2012年 | MBC             | 兒子傢伙們             | 柳勝基         |                   |
| 2013年 | SBS             | 主君的太陽             | 姜宇           |                   |
| 2013年 | tvN             | 請回答1994             | 尹雲宰         | 客串（16、17集）  |
| 2014年 | DramaCube       | 怎樣的離別             | 安英模／赫     |                   |
| 2014年 | tvN             | 高校處世王             | 李敏碩／李亨碩 | 主演              |
| 2014年 | KBS             | 王的面孔               | 光海君         | 主演              |
| 2015年 | KBS             | 記得你                 | 李賢           | 主演              |
| 2015年 | tvN             | Oh 我的鬼神君          | Edward Seo     | 客串（第16集）    |
| 2016年 | OCN             | 38師機動隊             | 楊政道         | 主演              |
| 2016年 | MBC             | 購物王路易             | 路易／姜智成   | 主演              |
| 2018年 | tvN             | 從天而降的一億顆星     | 金武英／姜善鎬 | 主演              |
| 2019年 | tvN             | Abyss                  | 外星人         | 特别出演（第1集） |
| 2021年 | tvN             | Navillera              | 黃熙           | 特别出演（第9集)  |
| 2021年 | tvN             | 某一天滅亡來到我家門前 | 滅亡／金人類   | 主演              |
| 2022年 | Disney+         | 單戀原聲帶             | 傑俊（J.Jun）  | 特别出演（第3集） |
| 2022年 | KBS             | 美男堂                 | 南僴儁         | 主演              |
| 2023年 | TVING           | 死期將至               | 崔怡在         | 主演              |
| 2025年 | U+Mobiletv、KBS | 十二使者               | 元勝           | 主演              |
| 2026年 | Netflix         | 月刊男友               | 朴慶南         | 主演              |
| 2026年 | tvN             | 明天也要上班           |                | 主演              |

### 電影
| 年份   | 片名             | 角色   | 备注     |
| 2013年 | 屏息             | 趙元日 | 主演     |
| 2021年 | 霹靂油俠         | 小鐵鑽 | 主演     |
| 2022年 | 行動代號：狼狩獵 | 宗斗   | 主演     |
| 2023年 | 少年们           | 李元锡 | 特别出演 |

### 音樂劇
| 演出時間                      | 劇名                                        | 飾演角色                   | 合作演員                 |
| 2012年2月7日－2012年3月11日   | 光化門戀歌                                  | 賢宇                       | 與尹度玹、曹誠模、金聖圭 |
| 2013年1月22日                 | 三星Galaxy Note Day Creative Show（首爾場） | 志旭                       | 車勝元、金瑟琪           |
| 2023年11月21日－2024年2月25日 | MONTE CRISTO (韓版基督山恩仇記)             | 𝑬𝒅𝒎𝒐𝒏𝒅 𝑫𝒂𝒏𝒕𝒆𝒔/𝑴𝒐𝒏𝒕𝒆 𝑪𝒓𝒊𝒔𝒕𝒐 | 李奎炯、金聖喆、高恩成   |

### MV
- 2012年：K.Will《請不要這樣》（與安宰賢、多順）
- 2012年：趙文根《就那樣走了》
- 2013年：Phone《再也》（與鄭妍珠）
- 2013年：Swings《Would You》（與Swings、NS允智）
- 2014年：Melody Day《怎樣的離別》（與王智媛）
- 2016年：Double K《OMG》(與Double K、Dok2 )
- 2024年：K.Will《沒有適合我的離別歌曲》（與安宰賢）

## 綜藝節目
| 播映時間                     | 電視台     | 節目名稱                   | 備註                                               |
| 2009年11月6日－2010年1月22日 | Mnet       | SUPERSTAR K 永不结束的故事 | 共12回；每回約45分                                 |
| 2013年3月5日－5月7日         | Mnet Japan | I'm 徐仁國                 | 共10回；每回約15分                                 |
| 2013年3月22日－6月28日       | MBC        | 我獨自生活                 | 第14集因行程忙碌於暫時離開節目，第16集探班短暫回歸 |
| 2015年12月16日－2016年4月6日 | JTBC       | 瑪麗和我                   |                                                    |
| 2024年8月13日-9月3日         | SBS        | 叢林飯                     |                                                    |
| 2025年7月8日-7月29日         | Netflix    | 母胎單身戀愛大作戰         |                                                    |

## 演唱會、見面會

### 2012
| 時間     | 站次   | 主題                                        | 地點             |
| 10月21日 | 韓國站 | 徐仁國生日Fan Meeting （서인국 생일팬미팅） | 首爾白岩Art Hall |

### 2013
| 時間         | 站次   | 主題                                                                         | 地點                   |
| 10月27日     | 韓國站 | <Heartrider 2013> Fan Meeting （<하트라이더 2013> 팬미팅）                   | 首爾Uniqlo AX KOREA    |
| 12月28、29日 | 韓國站 | 2013徐仁國首次演唱會<SurprInGuk> （2013 서인국 첫번째 콘서트 <서프라인국>)） | 首爾梨花女子大學大禮堂 |
| 7月21日      | 日本站 | SEOINGUK JAPAN 1st Fan Meeting~HELLO!~                                       | 東京日經Hall           |

### 2014
| 時間     | 站次   | 主題                                       | 地點             |
| 1月25日  | 日本站 | SEOINGUK JAPAN SHOWCASE2014～EVERLASTING～ | 東京日本消防會館 |
| 5月3日   | 台灣站 | Yashion Carnival 雅選時尚嘉年華            | 台北南港展覽館   |
| 5月24日  | 台灣站 | 徐仁國 Live Show in Taipei 2014            | 台北南港101      |
| 8月10日  | 日本站 | SEOINGUK Fan Meeting 2014 ~IMPACT~         | 東京日比谷公會堂 |
| 10月26日 | 韓國站 | 徐仁國 X HEARTRIDER 生日Fan Meeting        | 首爾環球藝術中心 |

### 2015
| 時間     | 站次   | 主題                                   | 地點                                       |
| 8月29日  | 日本站 | SEO IN GUK 2015 SPECIAL PARTY IN JAPAN | Grand Hyatt Tokyo                          |
| 10月18日 | 韓國站 | 徐仁國生日Fan Meeting                  | Sang Myung Art Center (祥明藝術中心演藝廳) |

### 2016
| 時間     | 站次   | 主題                                     | 地點                     |
| 3月18日  | 日本站 | Seo In Guk Special Event Happy White Day | 東京麗茲卡爾頓酒店       |
| 10月22日 | 韓國站 | 徐仁國生日會Fall in guk                  | 首爾兒童大公園wapop hall |
| 11月12日 | 日本站 | SEO INGUK 2016 JAPAN LIVE TALK SHOW      | 東京讀賣樂園             |
| 12月31日 | 首爾站 | 2016徐仁國年末演唱會 MINT CHOCOLATE      | YES24 LIVE HALL          |

### 2018
| 時間      | 站次   | 主題                                 | 地點            |
| 12月8,9日 | 韓國站 | 徐仁國2018 Fan Concert 雪[Snow]:悸動 | YES24 LIVE HALL |

### 2019
| 時間     | 站次   | 主題                                                         | 地點                   |
| 3月12日  | 日本站 | FAN CONCERT in JAPAN 雪(ソル):レイム～一緒に過ごす僕らの季節 | 東京中野Sun Plaza      |
| 3月19日  | 日本站 | FAN CONCERT in JAPAN 雪(ソル):レイム～一緒に過ごす僕らの季節 | 大阪Orix Theatre       |
| 12月28日 | 韓國站 | 2019徐仁國年末演唱會 S＃33 / TAKE10                          | 光雲大學東海文化藝術館 |

### 2022
| 時間    | 站次   | 主題                                                       | 地點                |
| 7月30日 | 韓國站 | 徐仁國2022 韓國Fan Meeting:夏天Heart & Love                | YES24 LIVE HALL     |
| 8月9日  | 日本站 | 2022 SEO IN GUK FANMEETING One [Summer] day : HEART & LOVE | 東京 Zepp DiverCity |
| 8月11日 | 日本站 | 2022 SEO IN GUK FANMEETING One [Summer] day : HEART & LOVE | 大阪 Zepp Namba     |

### 2023
| 時間    | 站次     | 主題                                                | 地點                           |
| 1月7日  | 韓國站   | 2023徐仁國演唱會〈Blending〉                        | 光雲大學東海文化藝術館         |
| 1月12日 | 日本站   | 2023 SEO IN GUK CONCERT 〈Blending〉                | 東京 中野太陽廣場              |
| 1月13日 | 日本站   | 2023 SEO IN GUK CONCERT 〈Blending〉                | 大阪 歐力士劇場                |
| 8月12日 | 菲律賓站 | 2023 Seo In Guk 1st Asia Fan Meeting Tour in Manila | 起亞中心(New Frontier Theater) |

### 2024
| 時間                    | 站次   | 主題                                                    | 地點                                                                  |
| 3月9日                  | 泰國站 | 2024 SEO IN GUK 1st FAN MEETING IN BANGKOK              | 曼谷 Rachadalai Theatre                                               |
| 7月6日                  | 韓國站 | 2024 SEO IN GUK FAN MEETING〈Heart Cream〉              | 首爾 Myunghwa Live Hall                                               |
| 8月24日                 | 巴西站 | 2024 SEO IN GUK 1st FAN MEETING IN BRASIL               | 聖保羅 Vibra São Paulo                                                |
| 9月26日 9月28日         | 美國站 | ‘SEO IN GUK’1st US FAN MEETING TOUR in LA & DC          | 洛杉磯Saban Theatre 華盛頓特區Capital Turnaround                      |
| 11月4日 11月5日 11月7日 | 日本站 | SEO IN GUK JAPAN FAN CONCERT TOUR 2024 〈Heart UTOPIA〉 | 名古屋國際會議中心世紀廳 神戶國際會館國際廳 橫濱 Pacifico橫濱國立大廳 |

## 獎項

### 大型頒獎禮獎項
| 年份 | 頒獎典禮                       | 獎項                                | 作品            | 結果 |
| ---- | ------------------------------ | ----------------------------------- | --------------- | ---- |
| 2010 | Cyworld Digital Music Awards   | 男子新人獎                          | 《呼喚》        | 獲獎 |
| 2012 | 第14屆Mnet亞洲音樂大獎         | 最佳影視原聲帶（與鄭恩地）          | 《All For You》 | 獲獎 |
| 2012 | 第4屆MelOn Music Awards        | 最佳原聲帶獎（與鄭恩地）            | 《All For You》 | 獲獎 |
| 2012 | 第1屆K-Drama Star Awards       | 最佳O.S.T獎（與鄭恩地）             | 《All For You》 | 獲獎 |
| 2012 | 第1屆K-Drama Star Awards       | 最佳情侶獎（與鄭恩地）              | 《請回答1997》  | 獲獎 |
| 2012 | 第1屆K-Drama Star Awards       | 新星獎                              | 《請回答1997》  | 獲獎 |
| 2012 | 第5屆韓國電視劇節              | 男子新人獎                          | 《請回答1997》  | 獲獎 |
| 2012 | 第5屆韓國電視劇節              | 最佳情侶賞（與鄭恩地）              | 《請回答1997》  | 獲獎 |
| 2012 | 第5屆亞洲時尚偶像獎            | 時尚偶像賞                          | 《請回答1997》  | 獲獎 |
| 2013 | 第49屆百想藝術大賞             | 男子新人演技賞                      | 《請回答1997》  | 提名 |
| 2013 | 第49屆百想藝術大賞             | 男子人氣賞                          | 《請回答1997》  | 提名 |
| 2013 | 第1屆DramaFever Awards         | 最佳吻戲獎（與鄭恩地）              | 《請回答1997》  | 獲獎 |
| 2013 | 第1屆DramaFever Awards         | 最遺憾情侶獎                        | 《請回答1997》  | 獲獎 |
| 2013 | 第2屆Gaon Chart K-POP Awards   | 音源部門年度歌手獎                  | 《All For You》 | 獲獎 |
| 2013 | 第20屆SBS演技大赏              | 新星賞                              | 《主君的太陽》  | 獲獎 |
| 2014 | 第3屆Gaon Chart K-POP Awards   | 音源部門年度歌手獎                  | 《離別男女》    | 獲獎 |
| 2014 | 第28屆KBS演技大賞              | 男子新人賞                          | 《王的面孔》    | 獲獎 |
| 2014 | 第28屆KBS演技大賞              | 中篇電視劇部門 男子優秀演技賞       | 《王的面孔》    | 提名 |
| 2014 | 第28屆KBS演技大賞              | 網絡男子人氣賞                      | 《王的面孔》    | 提名 |
| 2014 | 第7屆韓國電視劇節              | 男子優秀賞                          | 《高校處世王》  | 提名 |
| 2014 | 第9屆tvN go Awards             | 年度男主角賞                        | 《高校處世王》  | 獲獎 |
| 2014 | 第28屆日本金唱片大獎           | 新人獎                              | 不適用          | 獲獎 |
| 2015 | 第8屆韓國電視劇節              | 男子優秀賞                          | 《記得你》      | 提名 |
| 2015 | 第29屆KBS演技大賞              | 迷你劇部門男子優秀演技賞            | 《記得你》      | 提名 |
| 2015 | 第29屆KBS演技大賞              | 網絡男子人氣賞                      | 《記得你》      | 提名 |
| 2015 | 第29屆KBS演技大賞              | 最佳情侶賞（與張娜拉）              | 《記得你》      | 提名 |
| 2015 | 第29屆KBS演技大賞              | 最佳情侶賞（與朴寶劍）              | 《記得你》      | 提名 |
| 2016 | 第52屆百想藝術大賞             | TV部門男子人氣賞                    | 《記得你》      | 提名 |
| 2016 | 11th Asian TV Drama Conference | 特別獎 (演員)                       | 《38師機動隊》  | 獲獎 |
| 2016 | tvN10 Awards                   | made in tvN影集男子賞               | 《請回答1997》  | 獲獎 |
| 2016 | tvN10 Awards                   | Best Kiss賞（與鄭恩地）             | 《請回答1997》  | 獲獎 |
| 2016 | 第43屆MBC演技大賞              | 大賞                                | 《購物王路易》  | 提名 |
| 2016 | 第43屆MBC演技大賞              | 迷你劇部門 男子優秀演技賞           | 《購物王路易》  | 獲獎 |
| 2016 | 第43屆MBC演技大賞              | 最佳情侶賞（與南志鉉）              | 《購物王路易》  | 提名 |
| 2017 | 第53屆百想藝術大賞             | 電視部門 男子人氣賞                 | 《購物王路易》  | 提名 |
| 2022 | 亞洲明星盛典 (AAA)             | Best Artist獎                       | 不適用          | 獲獎 |
| 2022 | KBS演技大獎                    | 男子最優秀演技獎                    | 《美男堂》      | 提名 |
| 2022 | KBS演技大獎                    | 迷你電視劇部門 男子優秀演技獎       | 《美男堂》      | 提名 |
| 2022 | KBS演技大獎                    | 最佳情侶獎（與吳漣序）              | 《美男堂》      | 獲獎 |
| 2022 | 第43屆青龍電影獎               | 新人男演員獎                        | 《狼狩獵》      | 提名 |
| 2023 | 第59屆百想藝術大獎             | 電影部門 男子新人演技賞             | 《狼狩獵》      | 提名 |
| 2023 | 第28屆春史電影獎               | 最佳新人男演員                      | 《狼狩獵》      | 提名 |
| 2023 | SSFF & ASIA 2023               | 全球聚焦獎 (Global Spotlight Award) | 《TRAP》        | 獲獎 |
| 2024 | 第15屆韓國電視劇節             | 最優秀男演員                        | 《死期將至》    | 提名 |

#### 主要音樂節目榜單排名
| 主打歌曲排名成績 | 主打歌曲排名成績                      | 主打歌曲排名成績 | 主打歌曲排名成績    | 主打歌曲排名成績       | 主打歌曲排名成績 | 主打歌曲排名成績                                      |
| 專輯 | 歌曲                                  | Mnet 《M! Countdown》 | KBS2 《Music Bank》 | MBC 《Show! 音樂中心》 | SBS 《人氣歌謠》 | 備註                                                  |
| 2009年 | 2009年                                | 2009年 | 2009年              | 2009年                 | 2009年           | 2009年                                                |
| --- | ------------------------------------- | --- | ------------------- | ---------------------- | ---------------- | ----------------------------------------------------- |
| 呼喚 | 呼喚                                  | / | /                   |                        | /                |                                                       |
| 跑過來 | 跑過來                                | / | /                   |                        | /                |                                                       |
| 2010年 |                                       | |                     |                        |                  |                                                       |
| Just Beginning | Love U                                | 1 | /                   |                        | /                |                                                       |
| 寶貝 | 寶貝                                  | 2 | /                   |                        | /                |                                                       |
| Take | Take                                  | 33 | /                   |                        | /                |                                                       |
| 2011年 |                                       | |                     |                        |                  |                                                       |
| Broken | Broken                                | 10 | /                   |                        | /                |                                                       |
| Shake It Up | Shake It Up                           | 7 | /                   |                        | /                |                                                       |
| 2012年 |                                       | |                     |                        |                  |                                                       |
| Perfect Fit | 欲擒故縱（Tease Me）                  | 6 | /                   |                        | /                |                                                       |
| 2013年 |                                       | |                     |                        |                  |                                                       |
| 笑了，哭了 | 笑了，哭了                            | 2 | 2                   | 5                      | 11               | MBC MUSIC Show Champion：2                            |
| 離別男女 | 離別男女（Loved You）                 | / | 2                   | 2                      | 4                | 與Zia合唱 MBC MUSIC Show Champion：5                  |
| Jelly Christmas 2013 | 冬季告白（Winter Propose）            | / | 2                   | 2                      | 2                | 與成詩京、朴孝信、VIXX合唱 MBC MUSIC Show Champion：7 |
| 2014年 |                                       | |                     |                        |                  |                                                       |
| BOMTANABA | 春天的憂鬱（BOMTANABA）               | / | 18                  | 7                      | 7                | MBC MUSIC Show Champion：8                            |
| 2016年 |                                       | |                     |                        |                  |                                                       |
| 你的季節 | 你的季節                              | / | 16                  |                        | 13               | MBC MUSIC Show Champion：9                            |
| \| - 「/」：沒有相關資料 - 「(1)」：兩星期冠軍 - 「[1]」：三星期冠軍 \| - 「{1}」：四星期冠軍 - 「*」：打榜中 \| - 「 」：該段時期未有設立排行榜 - 「TAKE7」：《人氣歌謠》排名候選曲，未能獲得一位 - 「(註)」：《人氣歌謠》於2013年3月17日設榜 \| |                                       | |                     |                        |                  |                                                       |
| - 「/」：沒有相關資料 - 「(1)」：兩星期冠軍 - 「[1]」：三星期冠軍 | - 「{1}」：四星期冠軍 - 「*」：打榜中 | - 「 」：該段時期未有設立排行榜 - 「TAKE7」：《人氣歌謠》排名候選曲，未能獲得一位 - 「(註)」：《人氣歌謠》於2013年3月17日設榜 |                     |                        |                  |                                                       |

| 各台冠軍歌曲統計    | 各台冠軍歌曲統計 | 各台冠軍歌曲統計 | 各台冠軍歌曲統計 |
| Mnet                | KBS              | MBC              | SBS              |
| ------------------- | ---------------- | ---------------- | ---------------- |
| 1                   | 0                | 0                | 0                |
| 四台冠軍歌曲總數：1 |                  |                  |                  |

### 音樂節目獎項
| 年份   | 日期    | 電視台 | 節目名稱       | 獲獎歌曲                | 排名 |
| ------ | ------- | ------ | -------------- | ----------------------- | ---- |
| 2010年 | 5月20日 | Mnet   | M! Countdown   | Love U                  | 1位  |
| 2012年 | 9月19日 | Mnet   | Music Triangle | All For You (與鄭恩地） | 1位  |

## 外部連結
- 官方网站
- 官方网站（日語）
- 徐仁國的X（前Twitter）（已停止更新）
- 徐仁國的X（前Twitter）
- 徐仁國的Instagram帳戶
- 徐仁國日本的X（前Twitter）（日語）
- 徐仁國的新浪微博（中文）
- 徐仁國[永久]在me2day的頁面（已停用）
- 徐仁國在互联网电影资料库（IMDb）上的資料（英文）（英文）